# Aristotelia serrata
Aristotelia serrata ist eine Pflanzenart aus der Gattung Aristotelia innerhalb der Familie der Elaeocarpaceae. Sie kommt in Neuseeland vor.

## Beschreibung

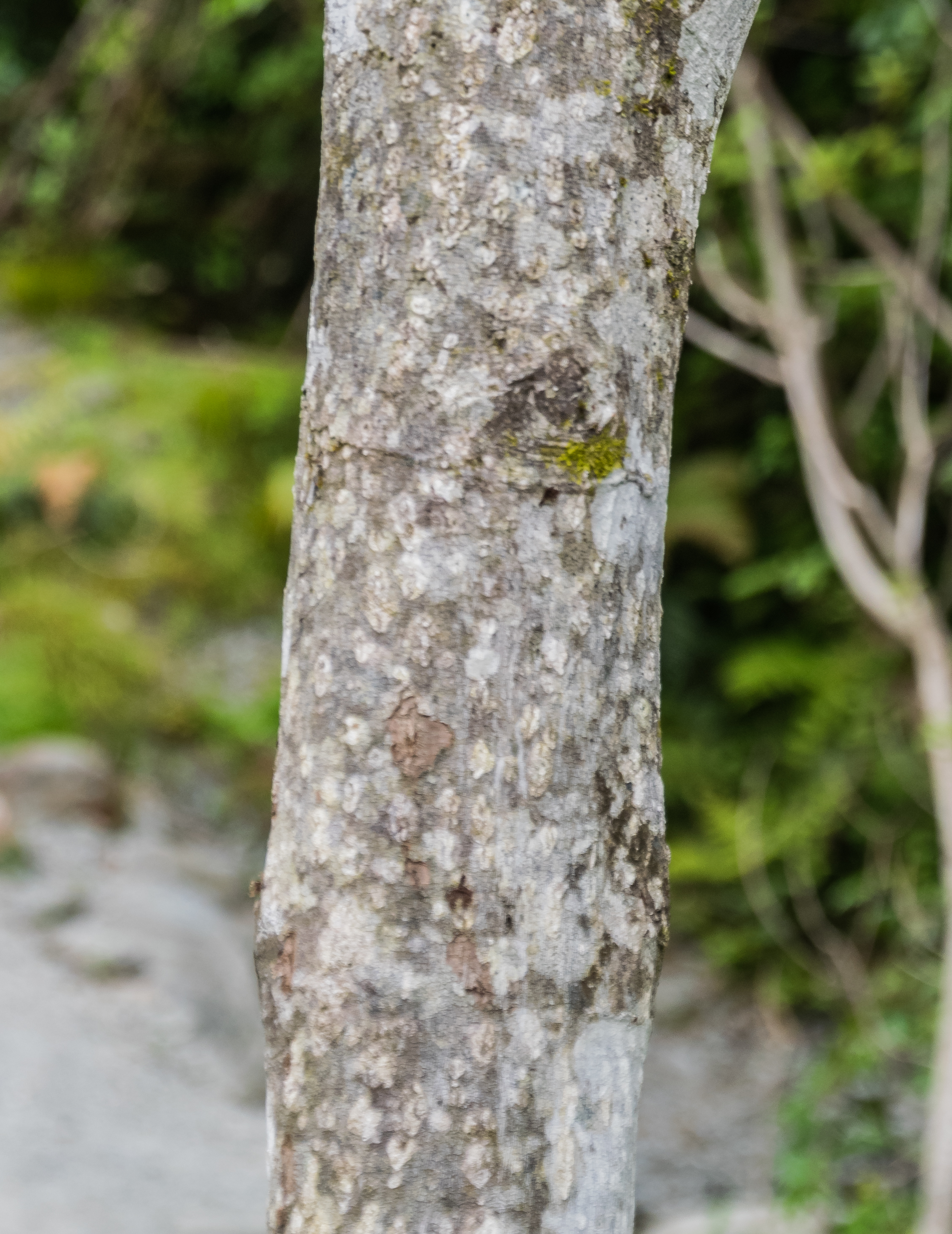
Borke

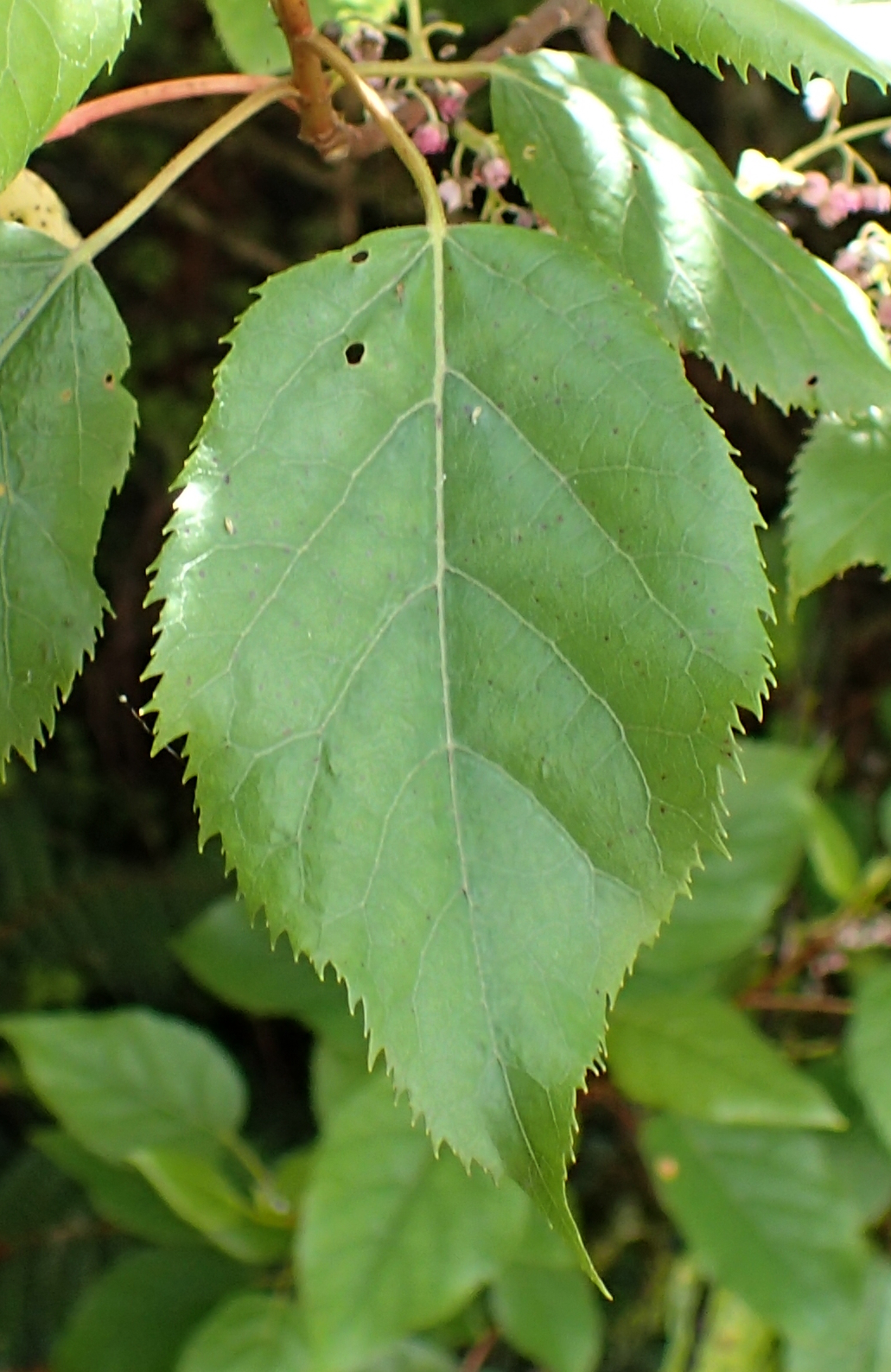
Laubblatt

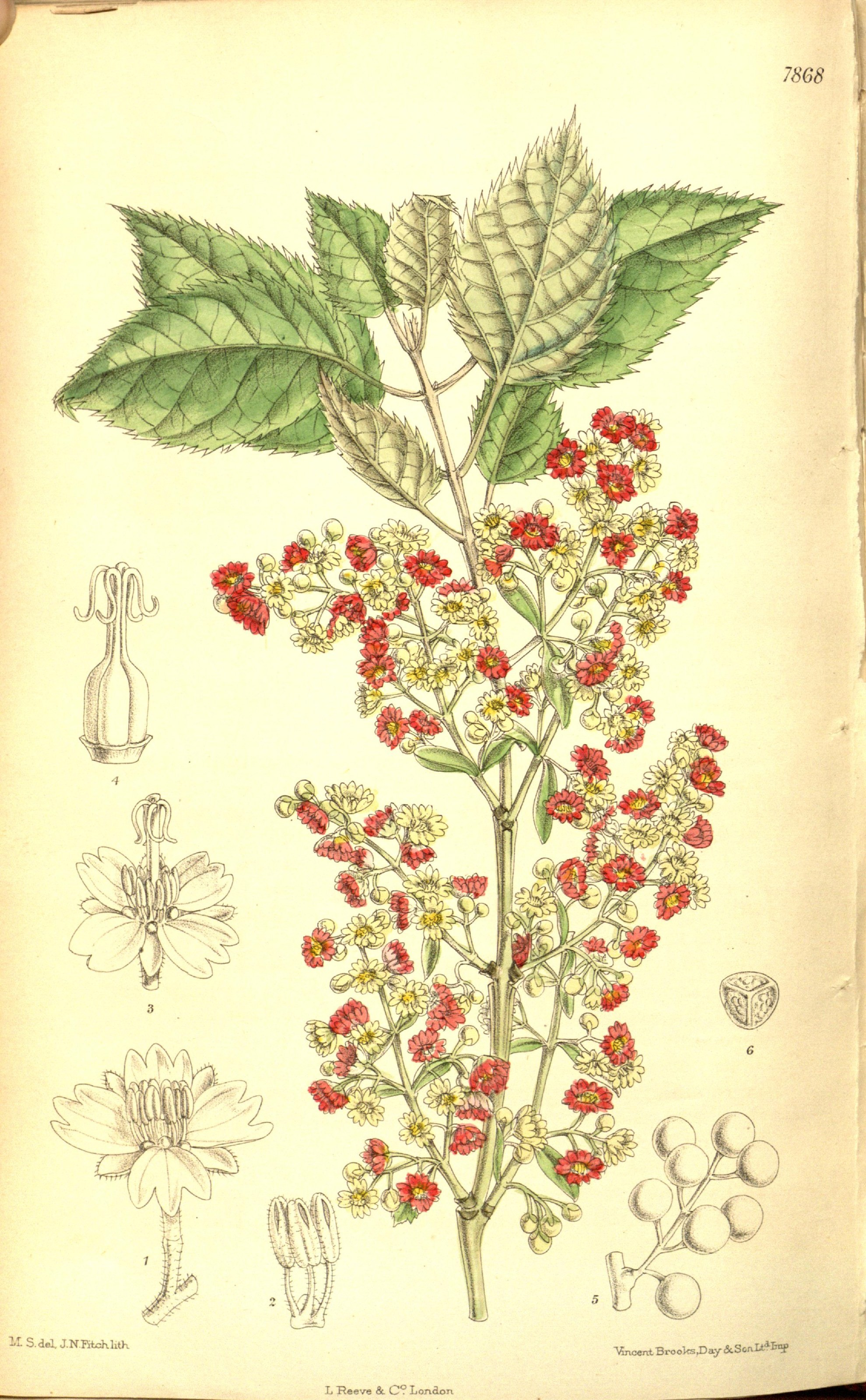
Illustration aus Curtis's Botanical Magazine, Tafel 7868

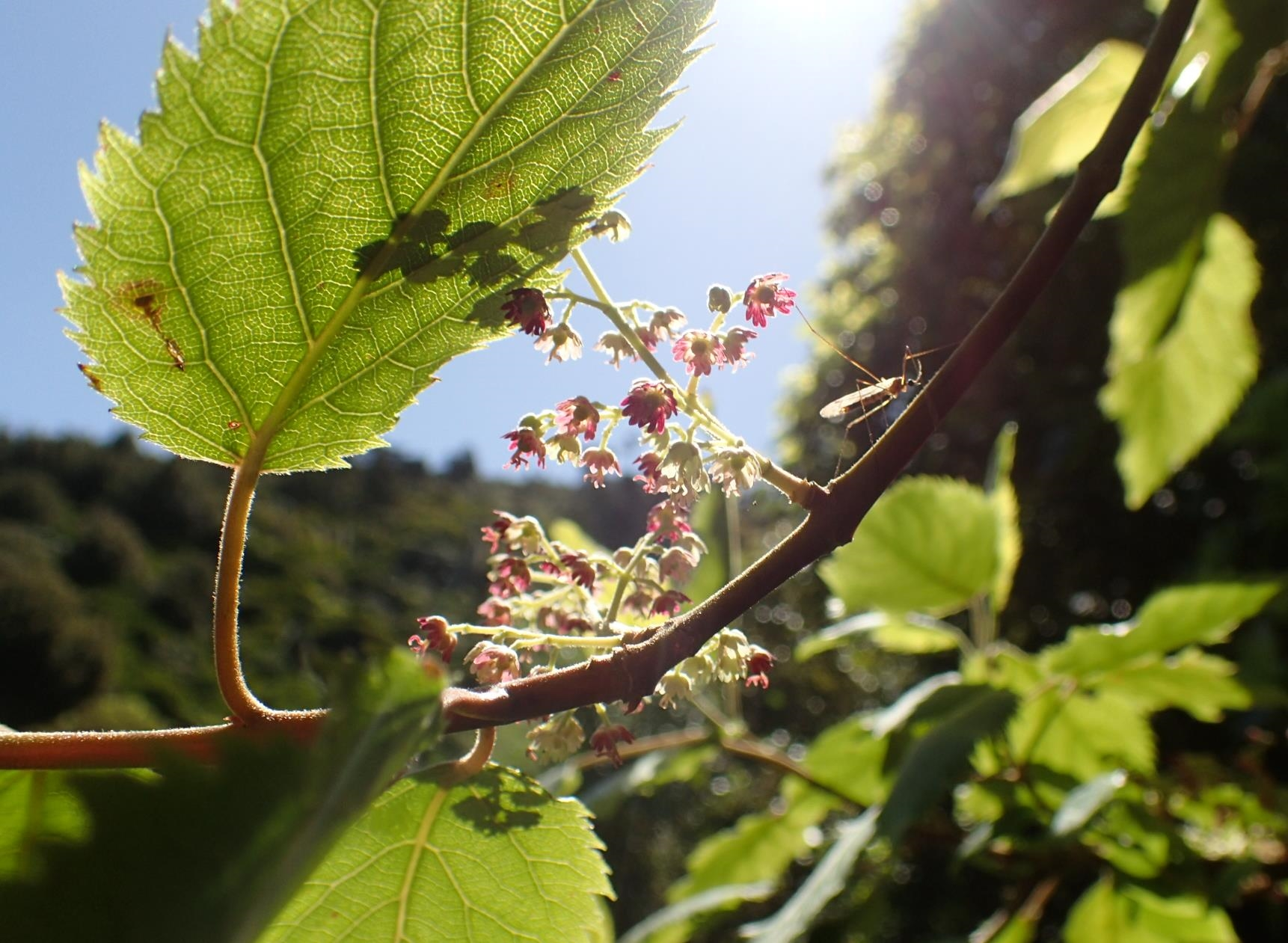
Zweig mit Laubblatt und Blütenstand

### Vegetative Merkmale
Aristotelia serrata wächst als laubabwerfender Strauch oder kleiner Baum und erreicht Wuchshöhen von etwa 7,5 bis 10 Metern. Der Stamm weist Durchmesser bis zu 30 Zentimetern auf und besitzt fast aufrechte Zweige. Die glatte, graue Borke besitzt deutlich erkennbare Lentizellen. Die Rinde der Zweige ist hell- bis dunkel-rot und flaumig behaart.
Die gegenständig bis fast gegenständig angeordneten Laubblätter sind in einen langen Blattstiel und eine -spreite gegliedert. Der schlanke, grünliche und oft rosafarben getönte Blattstiel ist bis zu 5 Zentimeter lang. Die einfache, pergamentartige Blattspreite ist bei einer Länge von 5 bis 12 Zentimetern sowie einer Breite von 4 bis 8 Zentimetern breit-eiförmig mit zugespitztem oberen Ende. Die Spreitenbasis ist gestutzt bis herzförmig. Der Blattrand doppelt unregelmäßig scharf gesägt. spitze bis Blattspreite ist. Die Blattoberseite ist hell- oder dunkel-grün. Die hell-grüne, oft purpur- oder rosafarben getönte Blattunterseite ist vor allem auf den Blattadern kurz behaart und sonst verkahlend. Der Mittelnerv ist auf der Blattoberseite auffällig und auf der Blattunterseite erhaben. Die Seitennerven sind deutlich erkennbar und geben der Blattfläche ein schrumpeliges Aussehen. Die Laubblätter an jungen Exemplaren sind oft größer.

### Generative Merkmale
In Neuseeland Blütezeit reicht die Blütezeit von September bis Dezember. Aristotelia serrata ist zweihäusig getrenntgeschlechtig (diözisch). Die achselständigen und kurz behaarten, kürzeren rispigen Blütenstände sind auffällig und 6 bis 10 Zentimeter lang. Der schlanke, flaumig behaarte Blütenstiel ist 5 bis 10 Millimeter lang.
Die relativ kleinen und funktionell eingeschlechtigen Blüten sind bei Durchmessern von 4 bis 6  Millimetern radiärsymmetrisch und vierzählig mit doppelter Blütenhülle. Die vier bei einer Länge von etwa 3 Millimetern relativ kurzen und eiförmigen Kelchblätter sind grünlich, rosafarben bis rötlich und flaumig behaart. Die weißen bis hell-rosafarbenen oder roten, bis 9 Millimeter langen Kronblätter sind, oft tief, dreilappig. Es sind bei den männlichen Blüten relativ viele (10 bis 15) kurze Staubblätter und ein reduzierter Pistillode vorhanden. Die Staubblätter überragen die Kronblätter nicht. Bei den weiblichen Blüten ist ein drei- bis vierkammeriger, kahler und oberständiger Fruchtknoten vorhanden und es sind drei bis vier kurze Griffel mit ausgebogenen Narbenästen sowie einige kurze Staminodien ausgebildet. Es ist jeweils ein kleiner Diskus mit teils größeren Drüsen vorhanden. 
Die bei Reife im November bis Januar leuchtend roten bis schwarzen, fleischigen Beeren sind bei einer Länge von etwa 5 Millimetern sowie einer Breite von etwa 4 Millimeter rundlichen bis abgeflacht verkehrt-eiförmig. Mit den Narbenresten sind 6 bis 9 Millimeter groß. Sie enthalten etwa acht Samen. Die relativ kleinen Samen sind bei einer Länge von 1,9 bis 3,1 Millimetern kugelförmig oder breit-elliptisch. Die Samen sind seitlich abgeflacht und unregelmäßig kantig mit unregelmäßiger Samenschale. Es ist kein Arillus vorhanden.

### Chromosomensatz
Die Chromosomenzahl beträgt 2n = 28.

## Ökologie
Die Bestäubung erfolgt durch Insekten.

## Vorkommen und Trivialnamen
Aristotelia serrata kommt in Neuseeland auf beiden Hauptinseln sowie Stewart Island vor. Sie wird dort in englischer Sprache Wineberry oder auf Maori Makomako genannt.
Sie gedeiht im gesamten Verbreitungsgebiet, aber kommt an trockeneren Standorten etwas seltener vor. Sie ist in Wäldern und Gehölzen vom Tiefland bis Gebirge verbreitet. An gestörten Standorten bildet sie häufig dichte Bestände. Aristotelia serrata gedeiht vor allem an Waldrändern und feuchten Flussufern. In Neuseeland ist sie eine Pionierpflanze auf Ödland und Kahlschlägen.

## Taxonomie
Die Erstveröffentlichung erfolgte unter dem Namen (Basionym) Dicera serrata durch Johann Reinhold Forster und Georg Forster in Characteres Generum Plantarum:quas in itinere ad insulas maris Australis, collegerunt, descripserunt, delinearunt, annis 1772-1775. 2. Auflage, 80, Tafel 40. Die Neukombination zu Aristotelia serrata wurde 1921 durch Walter Reginald Brook Oliver in Transactions and Proceedings of the New Zealand Institute. Wellington, Band 53, S. 365 veröffentlicht. Das Artepitheton serrata bedeutet „gesägt“ und bezieht sich auf den Blattrand. Weitere Synonyme für Aristotelia serrata (J.R.Forst. & G.Forst.) W.R.B.Oliv. sind: Friesia racemosa A.Cunn., Aristotelia racemosa (A.Cunn.) Hook.f.

## Verwendung
Sie gedeiht am besten auf feuchten, aber durchlässigen Böden mit saurem bis neutralem pH-Wert an sonnigen oder halbschattigen Standorten.
Aristotelia serrata ist frostempfindlich und wirft in kälterem Klima im Winter einen Teil der Laubblätter ab.
Die Beeren von Aristotelia serrata sind essbar. Aristotelia serrata soll sich als Arzneipflanze gegen Rheuma, Augenerkrankungen und für Umschläge eignen.
Das Holz kann für Schreinerarbeiten, zum Drechseln und andere Holzarbeiten sowie zur Gewinnung von Holzkohle verwendet werden.
Aus den Beeren lässt sich ein blauschwarzer Farbstoff gewinnen.
Die Beeren können roh oder gegart gegessen werden und sollen gut schmecken.
Die medizinischen Wirkungen wurden untersucht.